# Kat Steppe
Kat Steppe (Menen, 7 december 1974) is een Vlaams documentairemaker, televisieregisseur en filmregisseur. Ze is regisseur voor bepaalde afleveringen van Dagelijkse kost sinds 2010, en de televisiereeksen Een kwestie van geluk en Goed Volk.
Steppe studeerde vrije grafiek aan het KASK in Gent en filmregie aan het RITCS in Brussel.
In 2009 regisseerde ze Bedankt & Merci, een Vlaamse langspeeldocumentaire uitgebracht in 2010 over vijf volkscafés in de Westhoek, met het scenario in samenwerking tussen Nahid Shaikh en haarzelf. Voor de muziek zorgden Frank Vander linden en David Poltrock. Producenten waren Frank Van Passel, Kato Maes en Malin-Sarah Gozin. De film ging in première op Docville 2010.
Steppe was de regisseur voor Hotel Hungaria van de twee seizoenen van Goed Volk met Jeroen Meus in 2014 en 2017.
Voor de reportagereeks uit 2016 Een kwestie van geluk draaide ze 120 dagen in Borgerhout en Antwerpen-Noord portretten van allerlei mensen van verschillende culturen. De titel duidt de regisseur als: “Het noodlot en het toeval spelen een grote rol in ons leven. Wie je bent, heeft alles te maken met wat je hebt meegemaakt. En wat je meemaakt, is een kwestie van geluk.”
In 2018 regisseerde ze voor Panenka het programma Taboe van Philippe Geubels.
Ze kwam zelf in beeld op 3 november 2015 toen ze in een aflevering van Het Huis van Eric Goens Jeroen Meus in Bertem kwam vervoegen als extra gast en goede vriend van de hoofdgast.

## Erkenning
Goed Volk werd genomineerd voor de Prix Europa, in de categorie tv-documentaire 2015. In Vlaanderen kreeg het programma en Kat Steppe een Vlaamse Televisiester voor Beste Regie tijdens het gala van de Vlaamse Televisie Sterren 2015. Ze won als regisseur twee opeenvolgende jaren de De HA! van Humo, in 2016 voor Een kwestie van geluk, in 2017 voor het tweede seizoen van Goed Volk. In 2017 won het tweede seizoen de Prix Europa voor beste Europese televisiedocumentaire.

## Privé
Kat Steppe was de partner van zanger Frank Vander linden. Ze kregen twee kinderen. In 2017 gingen ze uiteen.
Ze trouwde met haar nieuwe partner Frank Temmerman in 2019.